# Zalaszentiván, Zala
Zalaszentiván  este un sat în districtul Zalaegerszeg, județul Zala, Ungaria, având o populație de 1.094 de locuitori (2011). 

## Demografie
Componența etnică a satului Zalaszentiván
     Maghiari (95,8%)
     Germani (1,53%)
     Necunoscut (1,62%)
     Alții (1,05%)
Componența confesională a satului Zalaszentiván
     Romano-catolici (65,27%)
     Fără religie (6,22%)
     Reformați (2,47%)
     Luterani (1,83%)
     Necunoscută (23,67%)
     Atei (0,55%)
     Alte religii (0,46%)
Conform recensământului din 2011, satul Zalaszentiván avea 1.094 de locuitori. Din punct de vedere etnic, majoritatea locuitorilor (95,8%) erau maghiari, cu o minoritate de germani (1,53%). Apartenența etnică nu este cunoscută în cazul a 1,62% din locuitori.  Din punct de vedere confesional, majoritatea locuitorilor (65,27%) erau romano-catolici, existând și minorități de persoane fără religie (6,22%), reformați (2,47%) și luterani (1,83%). Pentru 23,67% din locuitori nu este cunoscută apartenența confesională.